# Heterotis obamae
Heterotis obamae är en tvåhjärtbladig växtart som beskrevs av Lejoly och Stanisław Lisowski. Heterotis obamae ingår i släktet Heterotis och familjen Melastomataceae. Inga underarter finns listade i Catalogue of Life.